# 信濃池田駅
信濃池田駅（しなのいけだえき）は、かつて長野県北安曇郡池田町一丁目にあった池田鉄道の駅（廃駅）である。当駅には池田鉄道本社が併設されていた。

## 歴史
- 1926年（大正15年）9月21日：池田鉄道の全通により開業[1]。
- 1938年（昭和13年）6月6日：廃線により廃止[2]。

## 駅構造
単式ホーム1面1線を有し駅舎は本社を併設していた。

## 廃線後
ホームの遺構や駅舎が残っている。

## 周辺
20225年時点では住宅街が目立つ。

## 隣の駅
池田鉄道
南池田駅 - 信濃池田駅 - 北池田駅